# 赤尾稔
赤尾 稔（あかお みのる、1904年9月13日 - 1988年5月2日）は、日本の経営者。東京出版販売(現在のトーハン)社長、会長を務めた。福井県福井市出身。

## 経歴
1931年に東京帝国大学経済学部を卒業。東京堂、日本出版配給で取締役を務め、東京出版販売で常務、専務を務めた。1964年5月に副社長に就任し、1969年には社長に昇格。1977年に会長に就任し、1981年6月には顧問に就任。
1976年11月に勲四等瑞宝章を受章。
1988年5月2日肺炎のために死去。83歳没。